# 公正社会民主党
公正社会民主党（こうせいしゃかいみんしゅとう、ウズベク語: Adolat Sotsial Demokratik Partiyasi / Адолат социал-демократик партияси 英語: Justice Social Democratic Party） はウズベキスタンの政党である。1995年2月に創設され、党首は2020年10月よりバフロム・アブドゥハリモフ。

## 近年の動向
2009年12月27日と2010年1月10日に行われた議会選挙では135議席中19議席を獲得した。2019-2020年の総選挙では150議席中24議席を獲得し第3党に、2024年の総選挙では21議席を獲得しやはり第3党となっている。